# Überwallung

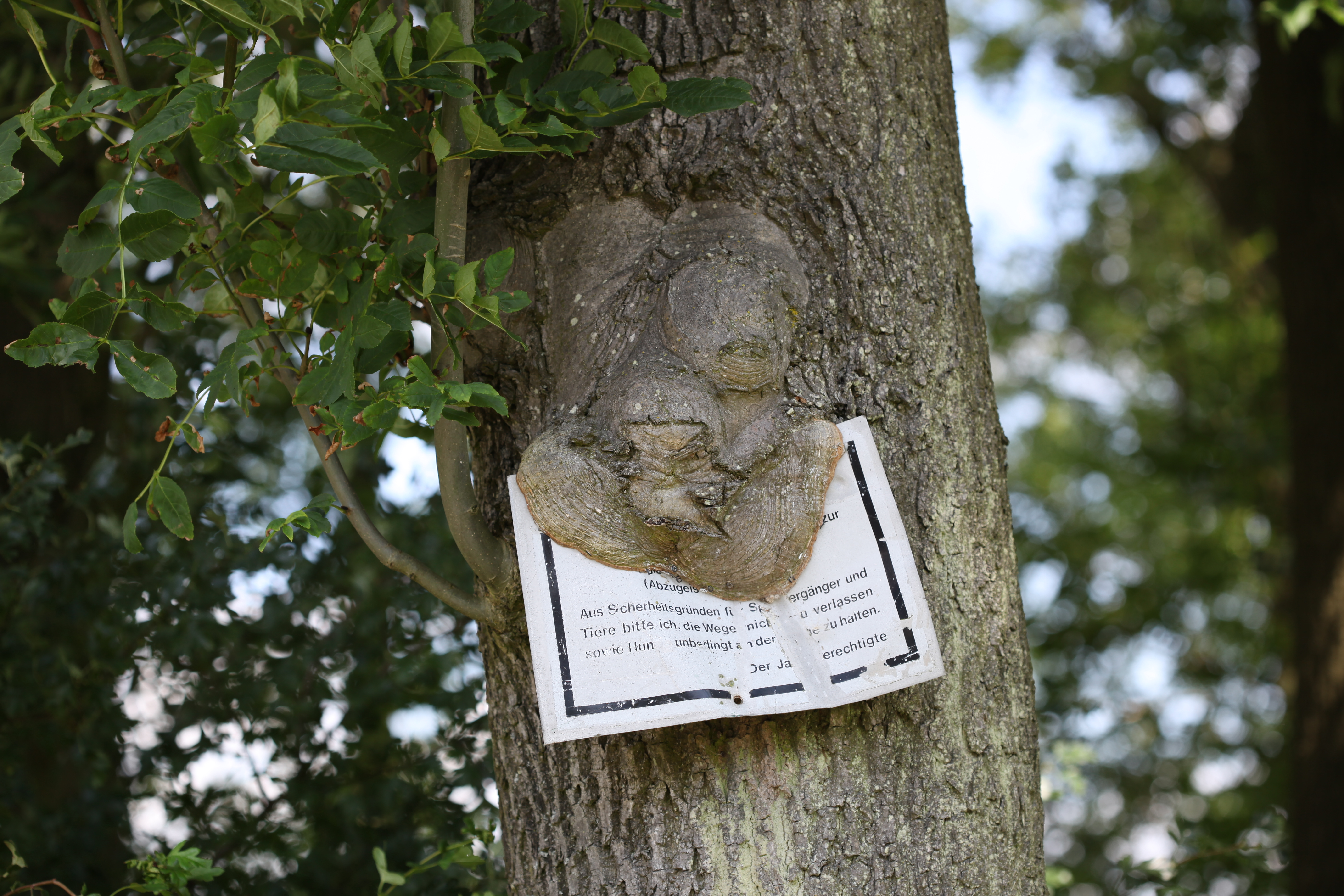
Überwallung eines Schildes

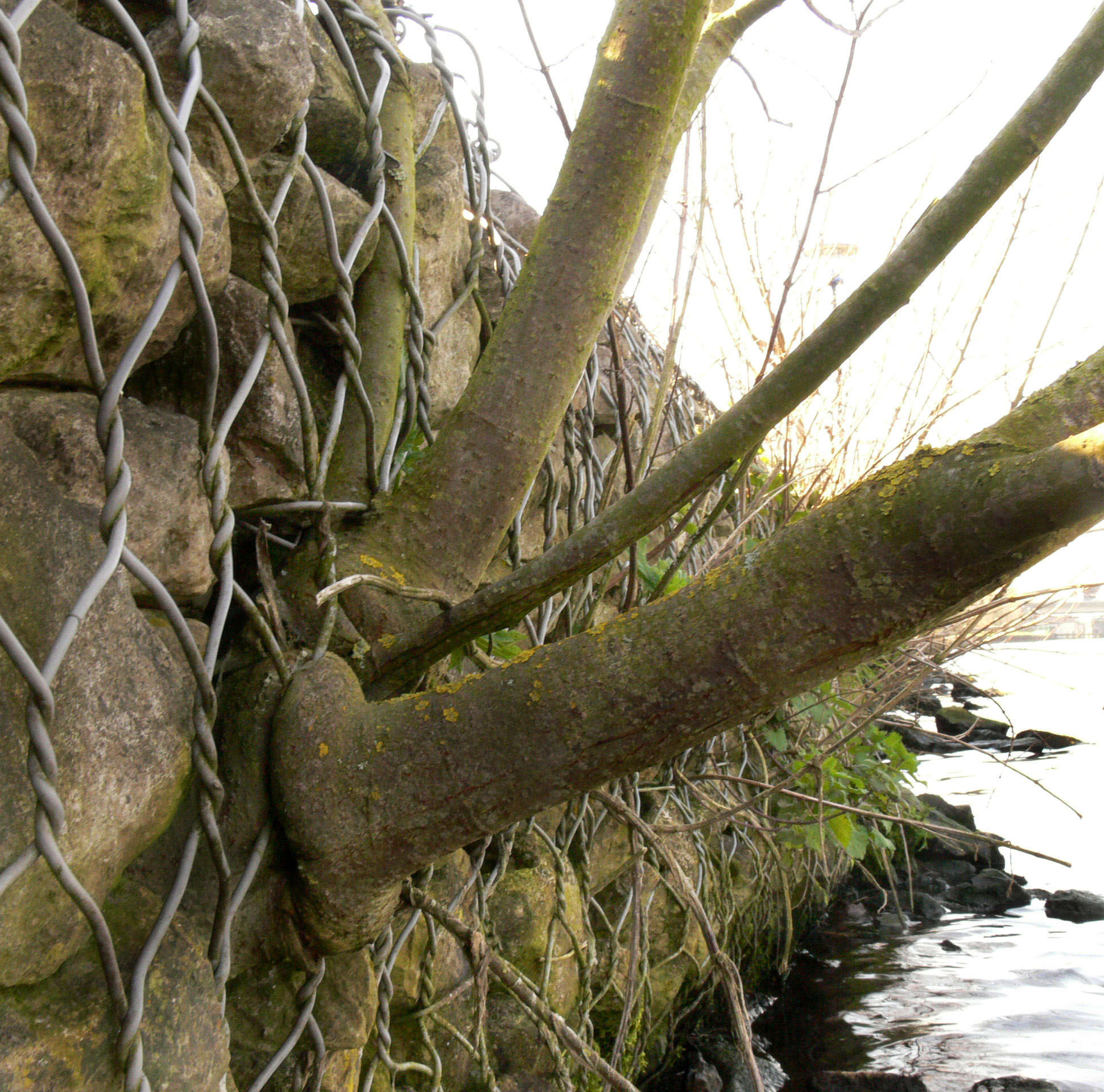
Überwallung bei einer Gabione

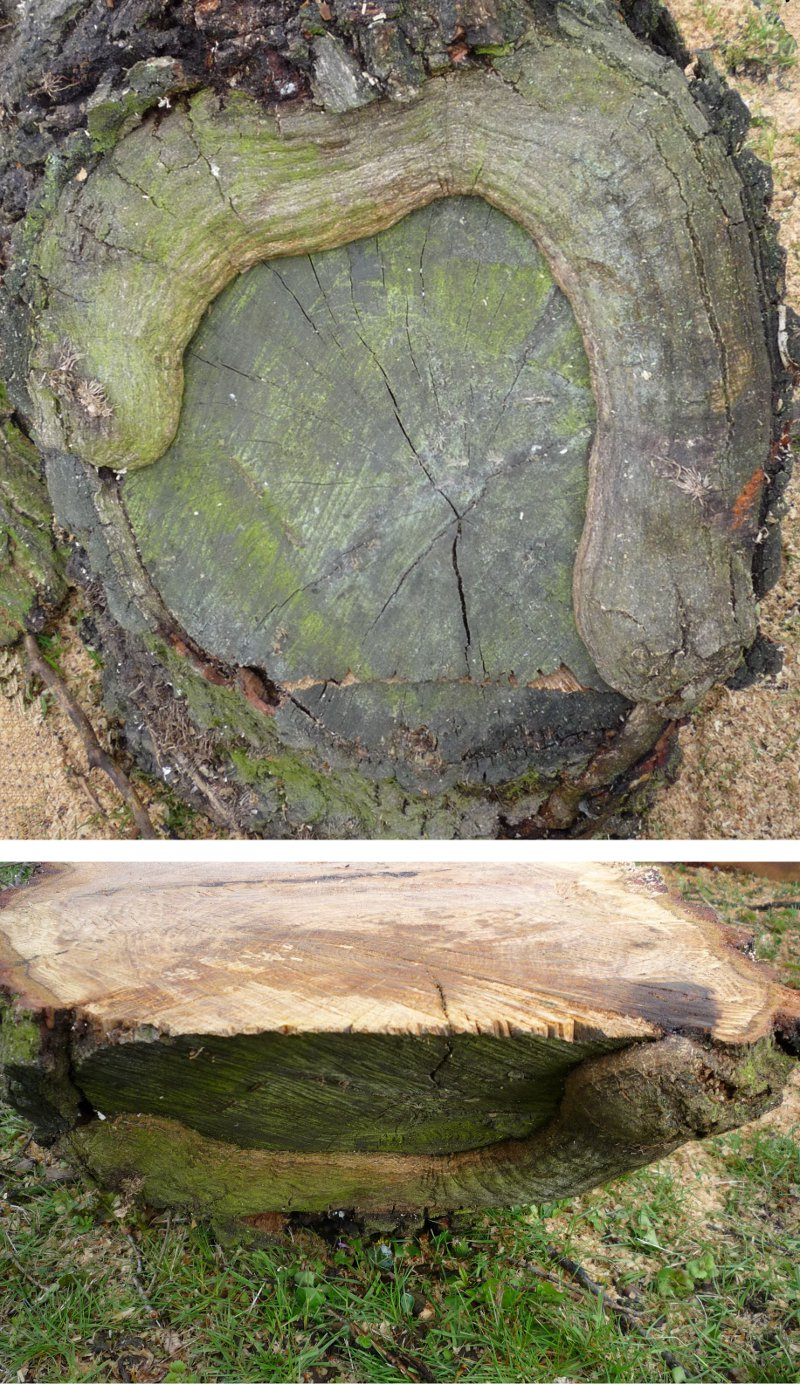
Überwallung an der Schnittstelle einer Eiche (Zustand ca. 20 Jahre nach der Entfernung eines Astes). Oben: Sicht auf Schnittstelle und Überwallung. Unten: Querschnitt durch den Stamm. Obwohl der Baum die Wunde nicht komplett überwallen konnte, ist nur eine kleine Faulstelle (ganz dunkel) vorhanden. Die übrige Verfärbung im vorderen Bereich des Querschnitts ist auf Regen zurückzuführen.

Als Überwallung bezeichnet man die Kallusbildung bei Pflanzenverletzungen, d. h. das selbsttätige Verschließen der Wunden einer Pflanze, insbesondere eines Baumes. Die sich später in der Holzmaserung abzeichnende Spur dieses Vorgangs wird ebenfalls so benannt. Da sich durch die hier unterbrochenen Holzfasern ein Schwachpunkt ergibt, gilt eine Überwallung im Allgemeinen als Holzfehler.

## Grundlagen
Holzpflanzen sind nicht in der Lage, im Rahmen einer Wundheilung totes Gewebe abzubauen und den Bereich der Verletzung mit neuem Gewebe aufzufüllen. Daher bleibt den Pflanzen als Ausweg nur das Überwallen, d. h. ein kräftiges Wachstum des Kambiums über einer Wunde. Dadurch erfolgt ein Abschluss der verletzten Stelle durch den Aufbau von Wundholz (natürlicher Wundverschluss) und durch chemische Abschottung. Es handelt sich hierbei um eine Reaktion im lebenden Teil des Holzes, um Schadensbereiche von gesundem Holz abzugrenzen. Der Erfolg des Überwallens hängt allgemein stark von der Versorgung der Wunde durch die Saftströme des Kambiums ab. Wird ein Ast korrekt entfernt (siehe Baumpflege), wird das umgebende Gewebe bestens versorgt und kann kräftig wachsen; die Wunde ist (je nach Baumart) nach Wochen oder Monaten bereits geschlossen. Bildet sich jedoch durch einen Sturmschaden ein Stummel, so wird dessen Ende von der Assimilatversorgung nicht erreicht und bleibt ungeschützt den Angriffen von Pilzen und anderen Fraßfeinden ausgesetzt. An der Stamm-Ansatzstelle derartiger Beschädigungen bildet sich ein außen sichtbarer Wulst (Astkragen). Der Schutzeffekt einer Überwallung wird durch die Bildung von Schutzholz im Inneren der Pflanze unterstützt.
Überwallungen sollten nicht einfach entfernt werden, auch wenn ästhetische Gründe eventuell dafür sprechen. Das unsachgemäße Absägen von Astkrägen und anderen Überwallungen stellt eine Verletzung des Baums dar, läuft der eigentlichen Funktion des Wulstes – dem Wundverschluss – zuwider und führt zu einer Anfälligkeit für Pilz- und Schädlingsbefall.

## Überwallungsgeschwindigkeit
Die Geschwindigkeit, mit der dies geschieht, hängt ab von:
- Wundgröße, -form, -oberfläche
- Witterung nach der Wundentstehung
- Wüchsigkeit des Baumes

Werden Verletzungen des Holzes durch Fremdkörper hervorgerufen, die in das Holz bei dessen Dickenwachstum zunehmend einschneiden (z. B. Draht, Metallzäune, Schilder), können auch sie überwallt werden.
- Beim bekannten Balzer Herrgott, einer von einer Buche überwallten Christusfigur, wird die Überwallung bereits seit etwa 100 Jahren beobachtet.

## Bildergalerie

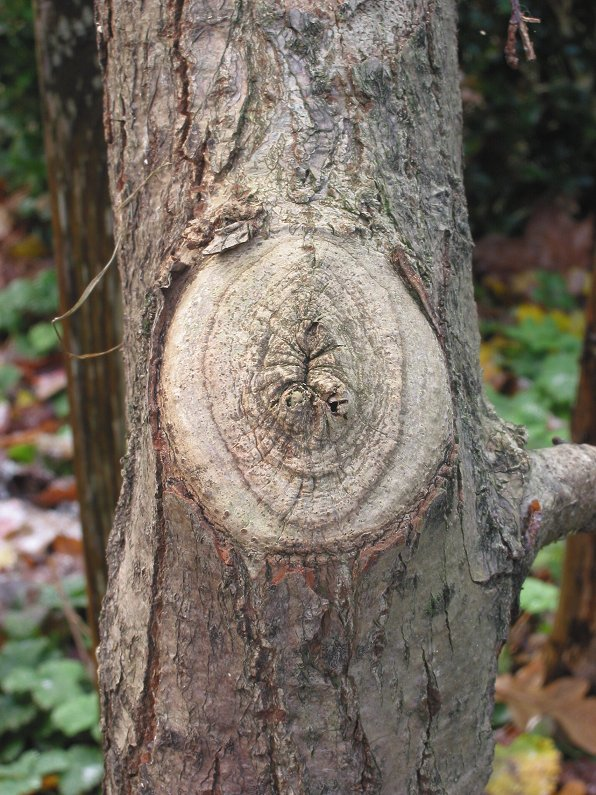
Wundverschluss durch Überwallung
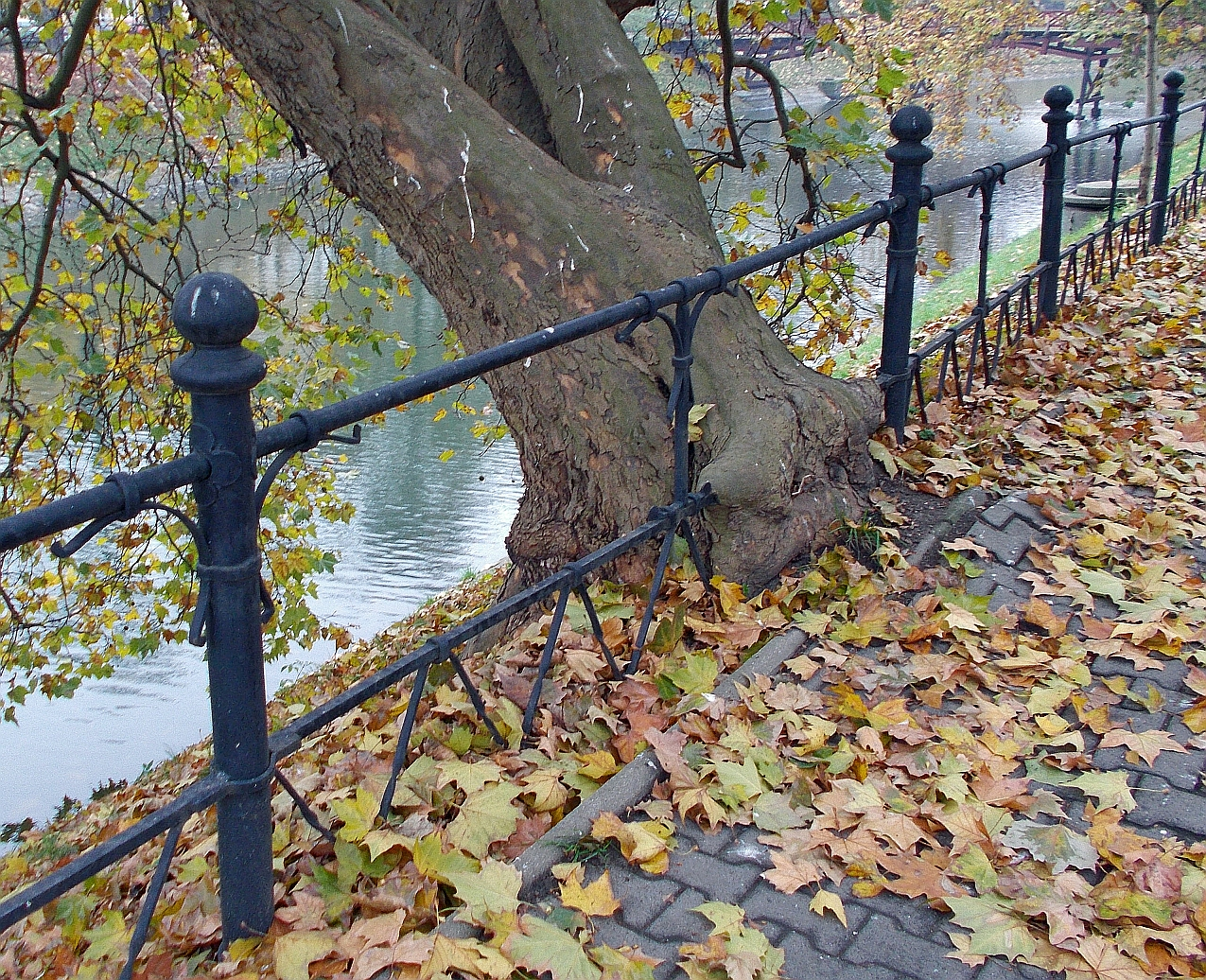
Überwallung eines Zaunes